# Keparakan
Keparakan is een bestuurslaag in het regentschap Jogjakarta van de provincie Jogjakarta, Indonesië. Keparakan telt 8696 inwoners (volkstelling 2010).